# مایکل جردن (بازیکن فوتبال)
مایکل جردن (انگلیسی: Michael Jordan؛ زادهٔ ۷ آوریل ۱۹۸۶) بازیکن فوتبال اهل بریتانیا است.
از باشگاه‌هایی که در آن بازی کرده‌است می‌توان به باشگاه فوتبال فارن‌بورو، باشگاه فوتبال کونکورد رانجرز، باشگاه فوتبال استیونج، باشگاه فوتبال چسترفیلد، باشگاه فوتبال آرسنال، باشگاه فوتبال ایست‌بورن بورو، باشگاه فوتبال بورم‌وود، باشگاه فوتبال یئوویل تاون، باشگاه فوتبال لوس اشاره کرد.
وی همچنین در تیم ملی فوتبال زیر ۱۷ سال انگلستان و تیم ملی فوتبال زیر ۱۹ سال انگلستان بازی کرده‌است.